# Karabacak (Sarıkaya)
Karabacak ist ein Dorf im Landkreis Sarıkaya der türkischen Provinz Yozgat. Karabacak liegt etwa 89 km südöstlich der Provinzhauptstadt Yozgat und 18 km westlich von Sarıkaya. Karabacak hatte laut der 2010 erfolgten Volkszählung 12 Einwohner (Stand Ende Dezember 2010). Die Bevölkerung besteht hauptsächlich aus Osseten.